# Сон (поэма)
«Сон» — поэма Тараса Шевченко — это сатира на режим Николая І.
Эпиграф к поэме «Сон» определяет задачи поэта: раскрыть людям истину, то есть сказать правду об обществе зла и насилия. Ставя на первом месте среди палачей и грабителей народа российского царя, что «ненасытным глазом за край света заглядывает», поэт осуждает захватническую политику императора Николая I и его предшественников. «Ненасытность» царя автор передает через его желание забрать захваченное в могилу.
Описание летнего утра — фон первой картины поэмы; это классический пейзажный рисунок. Есть существенная разница в отношении Шевченко к «аристократам» и «трудящимся».